# Alice Dugged Cary

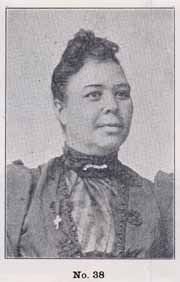
Alice Dugged Cary, 1906

Alice Dugged Cary (* 1859 in New London, Indiana; † 25. September 1941 in Atlanta, Georgia) war eine US-amerikanische Pädagogin und Bibliothekarin. Sie war 1887 die erste afroamerikanische Schulleiterin einer öffentlichen Schule in Atlanta.

## Leben und Werk
Cary wurde als Alice Dugged als eines von drei Kindern von John Richard Dugged und Josie A. (Gilliam) Dugged geboren. Sie besuchte öffentliche Schulen in Marshall, Michigan, und schloss 1881 die Wilberforce University ab. 1882 begann sie an öffentlichen Schulen von Kansas zu unterrichten. Sie wurde 1884 stellvertretende Schulleiterin an der Lincoln High School in Kansas City (Missouri). 1885 heiratete sie Jefferson Alexander Carey Jr., mit dem sie nach Atlanta zog, wo sie eine Ernennung zur zweiten Direktorin des Morris Brown College annahm. 1887 wurde sie gleichzeitig die erste afroamerikanische Schulleiterin der öffentlichen Mitchell Street School.
Cary engagierte sich auch für die Entwicklung der frühkindlichen Bildung und gründete die ersten kostenlosen Kindergärten für afroamerikanische Kinder in Atlanta, Macon (Georgia) und Charleston (South Carolina). 
Sie führte einen erfolgreichen Kampf um die Eröffnung einer öffentlichen Bibliothek in Atlanta für Afroamerikaner, die am 25. Juli 1921 als erste öffentliche Bibliothek für Afroamerikaner geöffnet wurde. Cary wurde die erste Bibliothekarin dieser Carnegie-Bibliothek.
Sie war Ehrenmitglied von Zeta Phi Beta und maßgeblich an der Entwicklung und dem Wachstum des Beta-Kapitels am Morris Brown College beteiligt. Sie war politisch aktiv und fungierte als Vorsitzende des Georgia Federation of Coloured Women's Club und als Präsidentin der Georgia State Federation of Coloured Women.